# Дуда, Владимир Иванович
Владимир Иванович Дуда (укр. Володимир Іванович Дуда, род. 28 июля 1948, Львов) — советский и украинский скрипач. Заслуженный артист УССР (1989), награждён орденом «За заслуги» III степени (2009).

## Биография
В 1971 году окончил Львовскую консерваторию (класс А. Вайсфельда). С 1969 года (с перерывом) работает во Львовской филармонии: в 1979—1991 годах — концертмейстер симфонического оркестра, с 1994 года — руководитель-концертмейстер камерного оркестра «Виртуозы Львова» и солист-инструменталист филармонии. В 1990—1993 годах был концертмейстером оркестра польской камерной филармонии в Гданьске. С 2000 года — участник международного оркестра The Tekfen Black See Philharmonic Orchestra.
Выступает в составе квартетов и трио. В репертуаре — произведения Й. Гайдна, В. А. Моцарта, Л. ван Бетховена, Ф. Шуберта, Ю. Кофлера, В. Сильвестрова, Е. Станковича, М. Скорика. Исполнительскому стилю Дуды присущи виртуозность, чистота стиля, внимание к адекватности авторского замысла в исполнении новой музыки. Участник Международных музыкальных фестивалей «Контрасты» и «Виртуозы» во Львове, ряда фестивалей в Польше. В составе оркестра и как солист гастролировал в Польше, Турции, Израиле, Германии, Швейцарии, Италии, Словакии, Чехии, Дании, Болгарии, Греции, России, Узбекистане, Азербайджане.